# Teofilândia
Teofilândia is een gemeente in de Braziliaanse deelstaat Bahia. De gemeente telt 21.461 inwoners (schatting 2009).

## Aangrenzende gemeenten
De gemeente grenst aan Araci, Barrocas, Biritinga en Serrinha.